# Celebrity Infinity (schip, 2001)

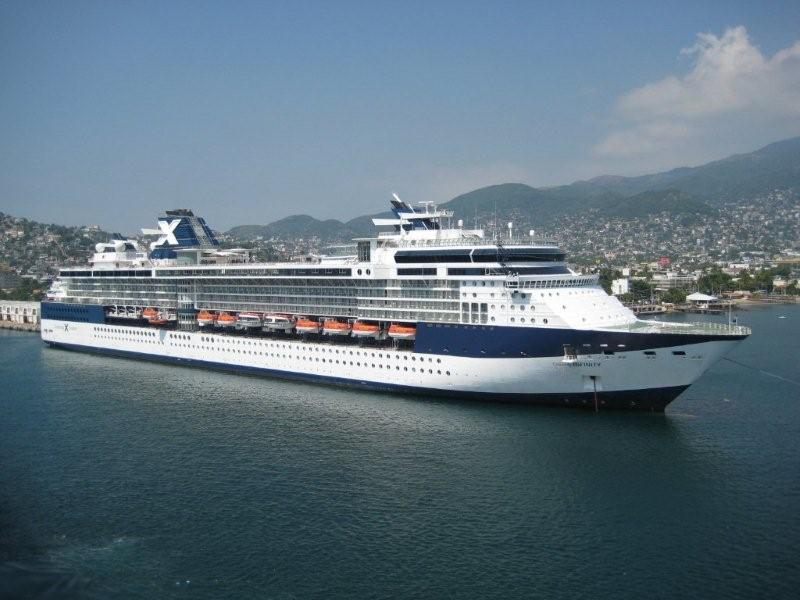

De Celebrity Infinity is een cruiseschip van Celebrity Cruises en is het tweede schip van de Millennium-klasse. Tot 2007 heette het schip Infinity. Qua design en lay-out is het schip sterk te vergelijken met de Celebrity Millennium. Ook hier is het specialiteitenrestaurant geïnspireerd op een ander schip, namelijk de SS United States, die regelmatig de snelste tijd liet afklokken voor trans-Atlantische verbindingen. De Celebrity Infinity wordt eind 2011 bijgewerkt. Het schip heeft een tonnage van 90.228 ton en een lengte van 294 meter. Het vaartuig is ongeveer 32,2 meter breed en beschikt over 11 dekken. Op het schip werken 940 bemanningsleden, die onder andere de kajuiten opmaken voor ongeveer 2.100 passagiers.
Op het schip zijn twee restaurants, waaronder het specialiteitenrestaurant.